# بوليط شيطاني
بوليط شيطاني (الاسم العلمي:Boletus satanas ) هو نوع الفطريات يتبع جنس البوليط من الفصيلة البوليطية.